# Diatrypaceae
Diatrypaceae is een familie van schimmels uit de orde Xylariales. Het typegeslacht is Diatrype. Anno 2023 bevat de familie bijna 500 soorten.

## Taxonomie
De taxonomische indeling van de Diatrypaceae is als volgt:
Familie: Diatrypaceae
- Geslacht Anthostoma (36)
- Geslacht Cryptosphaeria (19)
- Geslacht Diatrype (109)
- Geslacht Diatrypella (73)
- Geslacht Dothideovalsa (3)
- Geslacht Eutypa (67)
- Geslacht Eutypella (109)
- Geslacht Leptoperidia (4)
- Geslacht Libertella (33)
- Geslacht Peroneutypa (33)
- Geslacht Quaternaria (10)
- Geslacht Rostronitschkia (1)